# Zontecomatlán de López y Fuentes
Zontecomatlán de López y Fuentes är en kommun i Mexiko.   Den ligger i delstaten Veracruz, i den sydöstra delen av landet, 170 km nordost om huvudstaden Mexico City. Arean är 216 kvadratkilometer.
Terrängen i Zontecomatlán de López y Fuentes är kuperad åt nordost, men åt sydväst är den bergig.
Följande samhällen finns i Zontecomatlán de López y Fuentes:
- El Mamey
- Otlatzintla
- Limontitla
- La Candelaria
- Cuatecomaco
- El Puente
- El Cuayo
- Tenexaco
- Tenamicoya
- El Partidero
- Agua Hedionda
- Agua Fría
- Pochoco
- Pachitla
- Papalocuatla
- Tziltzapollo
- Zacayahual
- Tecuapa
- Yedde
- Analí
- El Progreso
- Ozultetla
- Tetlilco
- Caballete
- Xilotla
- Jilicuatla
- Santiago Ateno